# Katschkanar
Katschkanar (russisch Качканар) ist eine Stadt in der Oblast Swerdlowsk (Russland) mit 41.426 Einwohnern (Stand 14. Oktober 2010).

## Geographie
Die Stadt liegt einige Kilometer östlich der Wasserscheide des Ural, etwa 200 km nördlich der Oblasthauptstadt Jekaterinburg, am Fluss Wyja, einem linken Nebenfluss der Tura. Das Klima ist kontinental.
Die Stadt Katschkanar ist der Oblast administrativ direkt unterstellt. Der Stadt sind zwei Dörfer mit zusammen 2377 Einwohnern unterstellt, sodass die Gesamteinwohnerzahl der administrativen Einheit „Stadt Katschkanar“ 45.226 beträgt (Berechnung 2009).
Katschkanar liegt an einer 45 km langen, bei der Station Asiatskaja (15 km westlich von Kuschwa) von der ehemaligen Ural-Bergwerksbahn Perm – Kuschwa (Station Goroblagodatskaja) – Jekaterinburg abzweigenden Eisenbahnstrecke (nur Güterverkehr).

## Geschichte
Katschkanar entstand 1958 als Bergwerkssiedlung im Rahmen des Abbaubeginns der bereits seit dem 18. Jahrhundert bekannten Titan-Magnetit-, später auch Vanadiumerz-Lagerstätten am gleichnamigen Berg nordwestlich der Stadt, welche erstmals 1771 von Peter Simon Pallas beschrieben wurden. Bereits 1959 erhielt der Ort den Status einer Siedlung städtischen Typs. 1963 war Produktionsstart des Erzanreicherungswerkes, 1968 erhielt der Ort Stadtrecht.

### Bevölkerungsentwicklung
| Jahr | Einwohner |
| ---- | --------- |
| 1959 | 3.992     |
| 1970 | 33.048    |
| 1979 | 41.323    |
| 1989 | 48.251    |
| 2002 | 44.664    |
| 2010 | 41.426    |

Anmerkung: Volkszählungsdaten

## Wirtschaft
Die Stadt Katschkanar lebt hauptsächlich von den im Tagebau abgebauten Vanadium- und Eisenerzen sowie ihrer Anreicherung (KGOK Vanadium der Evraz-Gruppe). Daneben gibt es Betriebe für Betonfertigteile, Elektrotechnik (OOO Remelektro) und Reparatur von Bergbauausrüstungen (OAO Metallist).

## Söhne und Töchter der Stadt
- Jekaterina Bikert (* 1980), Leichtathletin